# فرودگاه شهری مک‌کلوسکی
فرودگاه شهری مک‌کلوسکی (به انگلیسی: McClusky Municipal Airport) یک فرودگاه همگانی بهره‌برداری هوایی است که یک باند فرود چمن دارد و طول باند آن ۹۴۵ متر است. این فرودگاه در کشور ایالات متحده آمریکا قرار دارد و در ارتفاع ۵۷۹ متری از سطح دریا واقع شده‌است.